# Lucas Guerra
Lucas Ariel Guerra (Ciudad de Buenos Aires, 17 de enero de 1987) es un piloto argentino de automovilismo. Es hijo del expiloto de Fórmula 1 y TC 2000 Miguel Ángel Guerra, exvicepresidente de la categoría Top Race. Inició su carrera compitiendo en la categoría de prototipos GT 2000, para luego pasar a competir en el Top Race, en la cual desarrolló la mayor parte de su carrera deportiva, corriendo en las divisionales Junior y Series. En el año 2012 y tras la reestructuración de la categoría Top Race, compitió en la redenominada divisional Top Race Series, la cual pasó a utilizar el parque automotor presentado por Top Race V6 entre 2005 y 2011, logrando sus dos primeras victorias en el automovilismo argentino, en el año 2013. En el año 2014 continua su carrera en el Top Race Series, compitiendo en el equipo Sportteam y proclamándose campeón argentino de dicha divisional, al consagrarse al comando de un Prototipo Series, identificado con los logotipos del modelo Fiat Linea.

## Biografía
Nacido el 17 de enero de 1986 en la Ciudad de Buenos Aires, Lucas Ariel Guerra es hijo del reconocido expiloto argentino Miguel Ángel Guerra, quien compitió en Fórmula 1 y fue de TC 2000 en 1989. Su carrera indefectiblemente se vio ligada a la herencia deportiva que dejó su padre tras su retiro, dado el reconocimiento que cosechó este durante su etapa como piloto. Sus inicios tuvieron lugar en la categoría GT 2000, categoría de automovilismo sucesora del Sport Prototipo Argentino. Sin embargo, su auge deportivo recién se vio impulsado en la categoría Top Race Junior, donde debutó en la novena fecha del año 2008 al comando de un Chevrolet Vectra II del equipo Vitelli Competición, aunque su participación en esa temporada no pasó de dicha fecha. Dos años más tarde, volvió a las pistas en la redenominada Top Race Series, donde debutó en la segunda mitad del año 2010, al comando de un Chevrolet Vectra II del UTN Competición y tomando parte en el Torneo Clausura 2010, aunque con pocas participaciones. En el año 2011 consiguió mayor continuidad dentro de la categoría al ser convocado por el equipo SDE Pfening Competición, dirigido por Claudio Pfening y el piloto Marcos Vázquez. A pesar de tener resultados aceptables dentro de este equipo, problemas financieros lo obligaron a abandonar la estructura a mitad de año, sin embargo su retiro no duró mucho, ya que sobre el final del campeonato 2011 fue convocado por Fiat para ocupar la segunda plaza vacante dentro del equipo Fiat Linea Competizione de Top Race Series, acompañando a Diego Menéndez. Su debut en el equipo tuvo lugar en las dos últimas presentaciones del año de Top Race, alcanzando a sumar 15 puntos para el campeonato y siendo el tercer piloto que le diera puntos a la escuadra, tras su compañero Menéndez y su antecesor Federico Suárez Salvia. Sus actuaciones fueron motivo para que Fiat le renueve el contrato para el año 2012, pero otorgándole una plaza en la remozada categoría Top Race Series V6, división formada a partir de las primeras unidades del TRV6. A pesar de una serie de actuaciones regulares, finalmente Guerra terminó rescindiendo su vínculo con Fiat, pasando a competir para la escuadra Sportteam. En el año 2013, pasó a competir en el equipo Midas Racing Team, donde sucesivamente pilotó un Mercedes-Benz C-203 y un Ford Mondeo III, obteniendo su primera victoria en la categoría, en la quinta fecha del calendario.

## Trayectoria
| Año  | Categoría                          | Automóvil           |
| ---- | ---------------------------------- | ------------------- |
| 2007 | GT 2000                            | ADA-Neon            |
| 2008 | Debut en Top Race Junior           | Chevrolet Vectra II |
| 2010 | Torneo Clausura de Top Race Series | Chevrolet Vectra II |
| 2011 | Top Race Series                    | Ford Mondeo II      |
| 2011 | Top Race Series                    | Fiat Linea          |
| 2012 | Top Race Series                    | Fiat Linea          |
| 2012 | Top Race Series                    | Mercedes-Benz C-203 |
| 2013 | Top Race Series                    | Mercedes-Benz C-203 |
| 2013 | Top Race Series                    | Ford Mondeo III     |
| 2014 | Campeón Top Race Series            | Fiat Linea Series   |
| 2015 | Top Race Series, 6 carreras        | Fiat Linea Series   |
| 2015 | Debut en Top Race V6               | Ford Mondeo III     |
| 2016 | Top Race V6                        | Mercedes-Benz C-204 |
| 2017 | Top Race V6                        | Mercedes-Benz C-204 |
| 2017 | Top Race V6                        | Chevrolet Cruze I   |
| 2018 | Top Race V6                        | Mercedes-Benz C-204 |
| 2018 | Top Race V6                        | Toyota Camry XV50   |
| 2019 | Top Race V6                        | Toyota Camry XV50   |

## Resultados

### Top Race
| Temporada            | Categoría       | Vehículo            | Equipo                  | Posición final     |
| -------------------- | --------------- | ------------------- | ----------------------- | ------------------ |
| 2008                 | Top Race Junior | Chevrolet Vectra II | Vitelli Competición     | 47.º (1 punto)     |
| Torneo Clausura 2010 | Top Race Series | Chevrolet Vectra II | UTN Competición         | 28º (7 puntos)     |
| 2011                 | Top Race Series | Ford Mondeo II      | SDE Pfening Competición | 12º (24 puntos)    |
| 2011                 | Top Race Series | Fiat Linea          | Fiat Linea Competizione | 12º (24 puntos)    |
| 2012                 | Top Race Series | Fiat Linea          | Fiat Linea Competizione | 7º (137 puntos)    |
| 2012                 | Top Race Series | Mercedes-Benz C-203 | Sportteam               | 7º (137 puntos)    |
| 2013                 | Top Race Series | Mercedes-Benz C-203 | Midas Racing Team       | 5º (126 puntos)    |
| 2013                 | Top Race Series | Ford Mondeo III     | Midas Racing Team       | 5º (126 puntos)    |
| 2014                 | Top Race Series | Fiat Linea Series   | Sportteam               | 1º (291 puntos)    |
| 2015                 | Top Race Series | Fiat Linea Series   | Sportteam               | 17º (79 puntos)    |
| 2015                 | Top Race V6     | Ford Mondeo III     | Sportteam               | 18º (62 puntos)    |
| 2016                 | Top Race V6     | Mercedes-Benz C-204 | Sportteam               | 22º (14.00 puntos) |
| 2017                 | Top Race V6     | Mercedes-Benz C-204 | ABH Sport               | 13º (27.00 puntos) |
| 2017                 | Top Race V6     | Chevrolet Cruze I   | SDE Competición         | 13º (27.00 puntos) |
| 2018                 | Top Race V6     | Mercedes-Benz C-204 | Midas Carrera Team      | 17º (25.00 puntos) |
| 2018                 | Top Race V6     | Toyota Camry XV50   | Midas Carrera Team      | 17º (25.00 puntos) |
| 2019                 | Top Race V6     | Toyota Camry XV50   | Midas Carrera Team      | 9º (84.00 puntos)  |
| 2020                 | Top Race V6     | Toyota Camry XV50   | Midas Carrera Team      | 11º (27.00 puntos) |
| 2020                 | Top Race V6     | Mercedes-Benz C-204 | Azar Motorsport         | 11º (27.00 puntos) |
| 2021                 | Top Race V6     | Toyota Camry XV50   | Halcón Motorsport       | 10º (88.00 puntos) |
| 2022                 | Top Race V6     | Ford Mondeo IV      | Lincoln Motorsport      | En disputa         |
| 2022                 | Top Race V6     | Ford Mondeo IV      | Halcón Motorsport       | En disputa         |
| 2022                 | Top Race V6     | Chevrolet Cruze II  |                         | En disputa         |

### Súper TC 2000
| Año  | Equipo                   | Auto          | 1   | 2   | 3   | 4   | 5   | 6    | 7   | 8   | 9   | 10 | 11  | 12 | 13    | Res. | Puntos |
| ---- | ------------------------ | ------------- | --- | --- | --- | --- | --- | ---- | --- | --- | --- | -- | --- | -- | ----- | ---- | ------ |
| 2015 |                          |               | JUN | ROS | OBE | TRH | RAF | SL I | SFE | SFE | TOA | GR | SMM | AG | SL II | -    | -      |
| 2015 | FE Peugeot Junior Équipe | Peugeot 408 I |     |     |     |     |     |      |     |     | 18† |    |     |    |       | -    | -      |

### TC 2000
| Año  | Equipo         | Auto             | 1    | 2    | 3     | 4     | 5    | 6    | 7     | 8     | 9      | 10     | 11    | 12  | 13  | 14     | 15     | 16    | 17  | 18  | 19     | 20     | 21    | 22    | 23    | 24    | Res. | Puntos    |
| ---- | -------------- | ---------------- | ---- | ---- | ----- | ----- | ---- | ---- | ----- | ----- | ------ | ------ | ----- | --- | --- | ------ | ------ | ----- | --- | --- | ------ | ------ | ----- | ----- | ----- | ----- | ---- | --------- |
| 2017 |                |                  | AG I | AG I | BA I  | BA I  | CDU  | CDU  | PAR I | PAR I | RC     | RC     | BA II | SL  | SL  | PAR II | PAR II | AG II | SMM | CON | CON    | BA III |       |       |       |       | -    | -         |
| 2017 | Toyota Young   | Toyota Corolla X |      |      |       |       |      |      |       |       |        |        | 17†   |     |     |        |        | 16    |     |     |        |        |       |       |       |       | -    | -         |
| 2021 |                |                  | BA I | BA I | BA II | BA II | AG I | AG I | SNI I | SNI I | BA III | BA III | PAR   | PAR | TOA | TOA    | VIL    | VIL   | ROS | ROS | SNI II | SNI II | AG II | AG II | BA IV | BA IV | 4.º  | 242 (253) |
| 2021 | Escudería Fela | Ford Focus III   | 7    | Ret  | 6     | 9     | 8    | Ret  | 1     | 1     | 2      | 4      | 5     | 4   | 2   | 3      | 9      | 4     | 9†  | 5   | Ret    | 6      | 7     | 8     | 3     | 4     | 4.º  | 242 (253) |

## Palmarés
| Título  | Categoría       | Automóvil         | Año  |
| ------- | --------------- | ----------------- | ---- |
| Campeón | Top Race Series | Fiat Linea Series | 2014 |